# Razija Mujanović
Razija Mujanović, coniugata Brčaninović e, successivamente, Gibanica (Ratkovići, 15 aprile 1967), è un'ex cestista bosniaca, fino al 1992 jugoslava, professionista nella WNBA.

## Carriera
Ha giocato in Serie A1 con Messina e con la
Comense con cui ha vinto 3 scudetti, 2 coppe dei Campioni e 1 mundialito per Club .
Con la Jugoslavia ha disputato i Giochi olimpici di Seul 1988, i Campionati mondiali del 1990 e tre edizioni dei Campionati europei (1985, 1987, 1991).
Con la Bosnia ed Erzegovina ha disputato i Campionati europei del 1997.